# Анабаптизъм
Анабаптизъм (от гръцки ανα - „отново“, и βαπτιζω - „кръщавам“) е крайно реформаторско течение в християнството, което датира от XVI век.
Групи, произлизащи от Schwarzenau Brethren (често наричани германски баптисти), обикновено са считани за анабаптисти поради почти идентичните доктрини и практики. Но анабаптистите не бива да бъдат бъркани с баптистите. Анабаптистите отхвърлят носенето на сватбени халки, изричането на оброци и участието в държавното управление. Те се придържат към буквалното тълкуване на Проповедта на планината и кредобаптизъм, откъдето е получено и името анабаптизъм, защото кредобаптизмът е обявен за ерес от всички по-важни християнски деноминации.
В резултат на това анабаптистите са жестоко преследвани през XVI и XVII век от римските католици и протестантите.